# Stazione di Matsumoto
La Stazione di Matsumoto (松本駅?, Matsumoto-eki) è la principale stazione ferroviaria di Matsumoto, città della prefettura di Nagano nella regione del Chūbu in Giappone.

## Linee e servizi
East Japan Railway Company
■ Linea Shinonoi
■ Linea Ōito
■ Linea principale Chūō (servizio ferroviario)
Alpico Trasporti
■ Linea Alpico Kamikōchi

## Posizione e struttura
La stazione si trova vicino al centro della città di Matsumoto, a un'altezza di 586 metri sul livello del mare. 
I binari sono in totale 8, e posizionati al livello del terreno con quattro banchine a isola. Il fabbricato viaggiatori si trova sopra il livello del ferro.
| 0 - 5 | ■ Linea Shinonoi/Chūō principale | per Shiojiri, Kōfu, Shinjuku, Tokyo, Nakatsugawa e Nagoya   |
| 2 - 5 | ■ Linea Shinonoi/Chūō principale | Akashina, Hijiri-Kōgen, Shinonoi e Nagano                   |
| 3 - 6 | ■ Linea Ōito                     | per Hotaka, Shinano-Ōmachi, Hakuba, Minami-Otari e Itoigawa |
| 7     | ■ Linea Alpico Kamikōchi         | per Shinmachi, Hata e Shin-Shimashima                       |

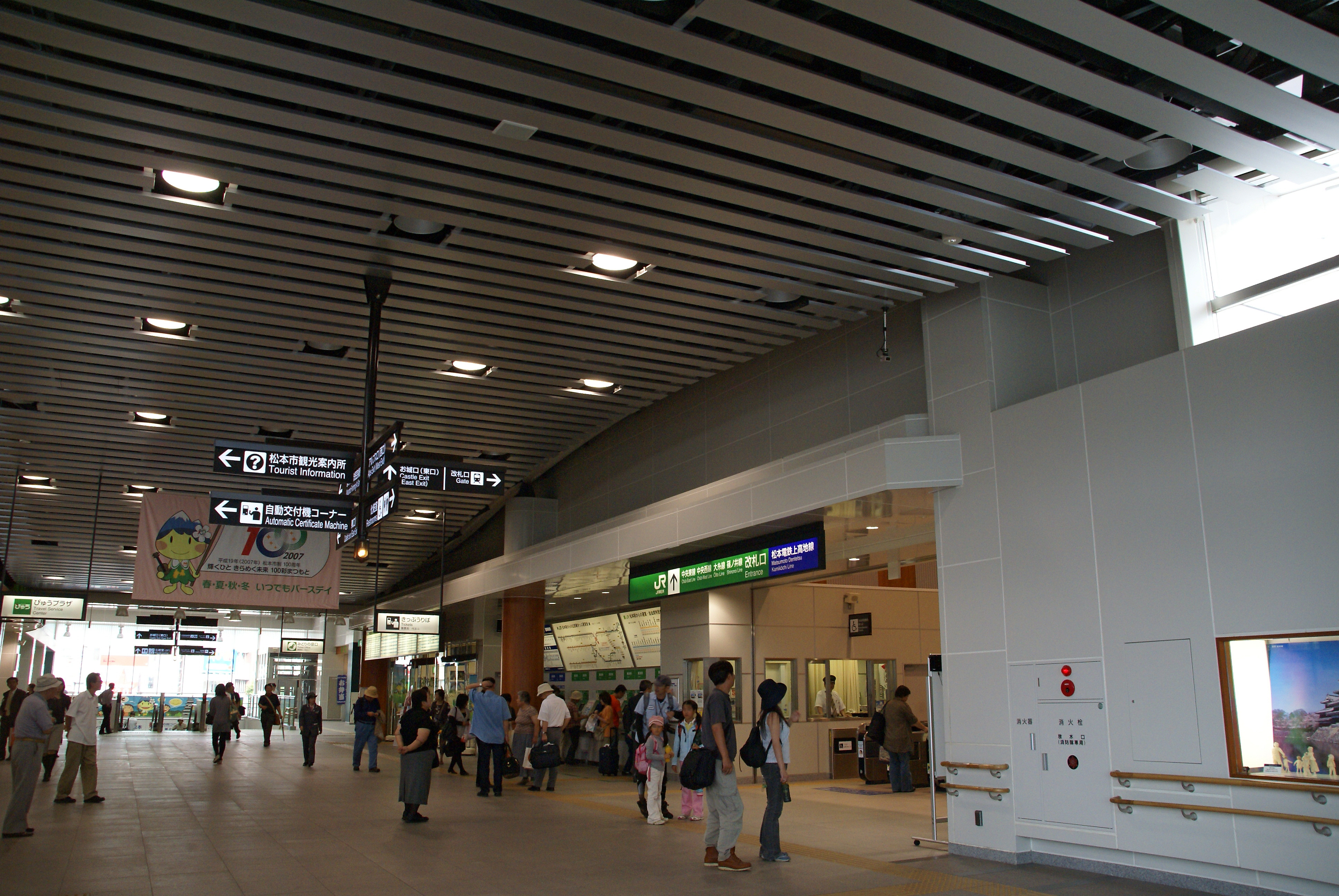
Vista dei tornelli
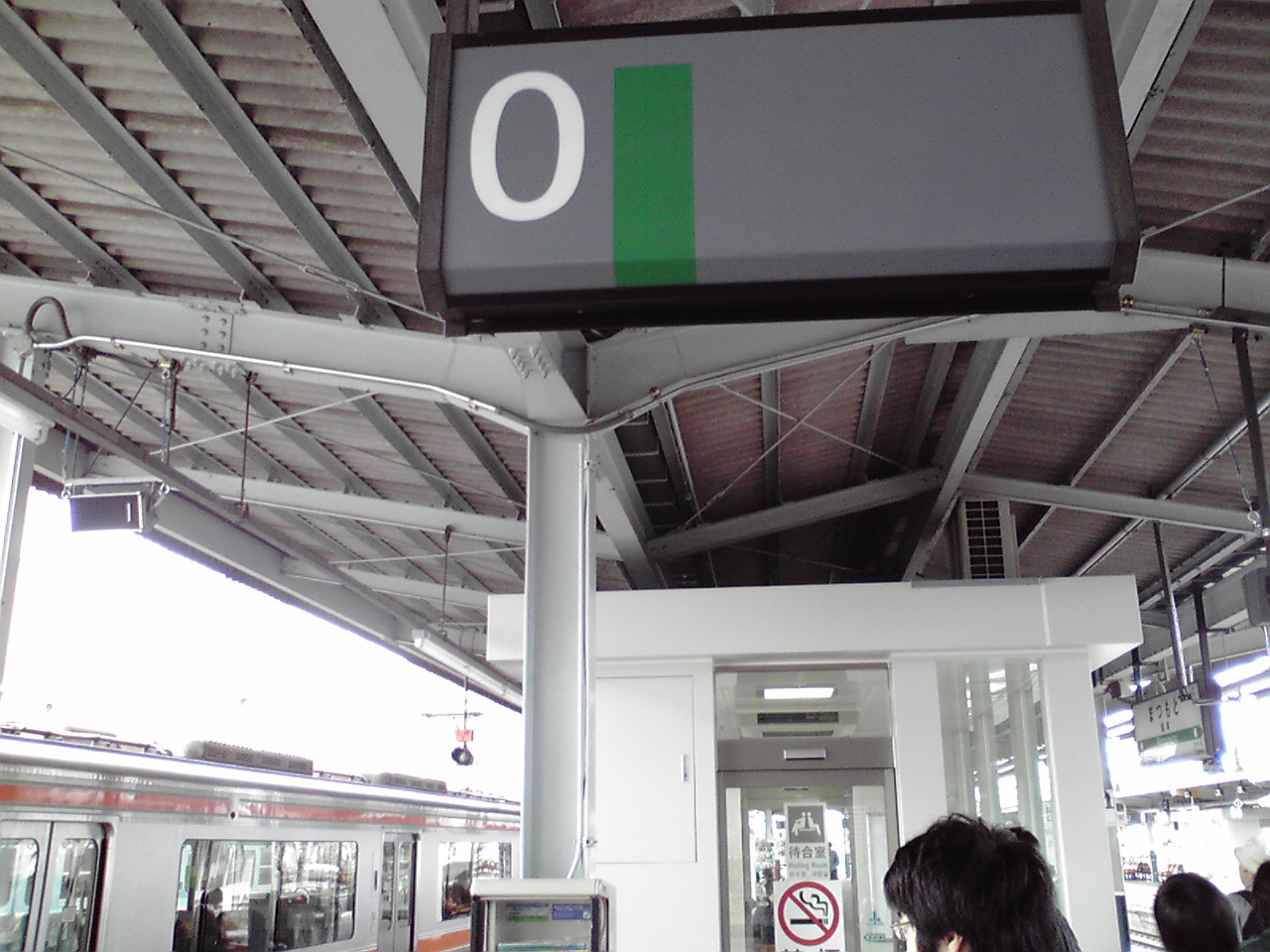
Il binario 0
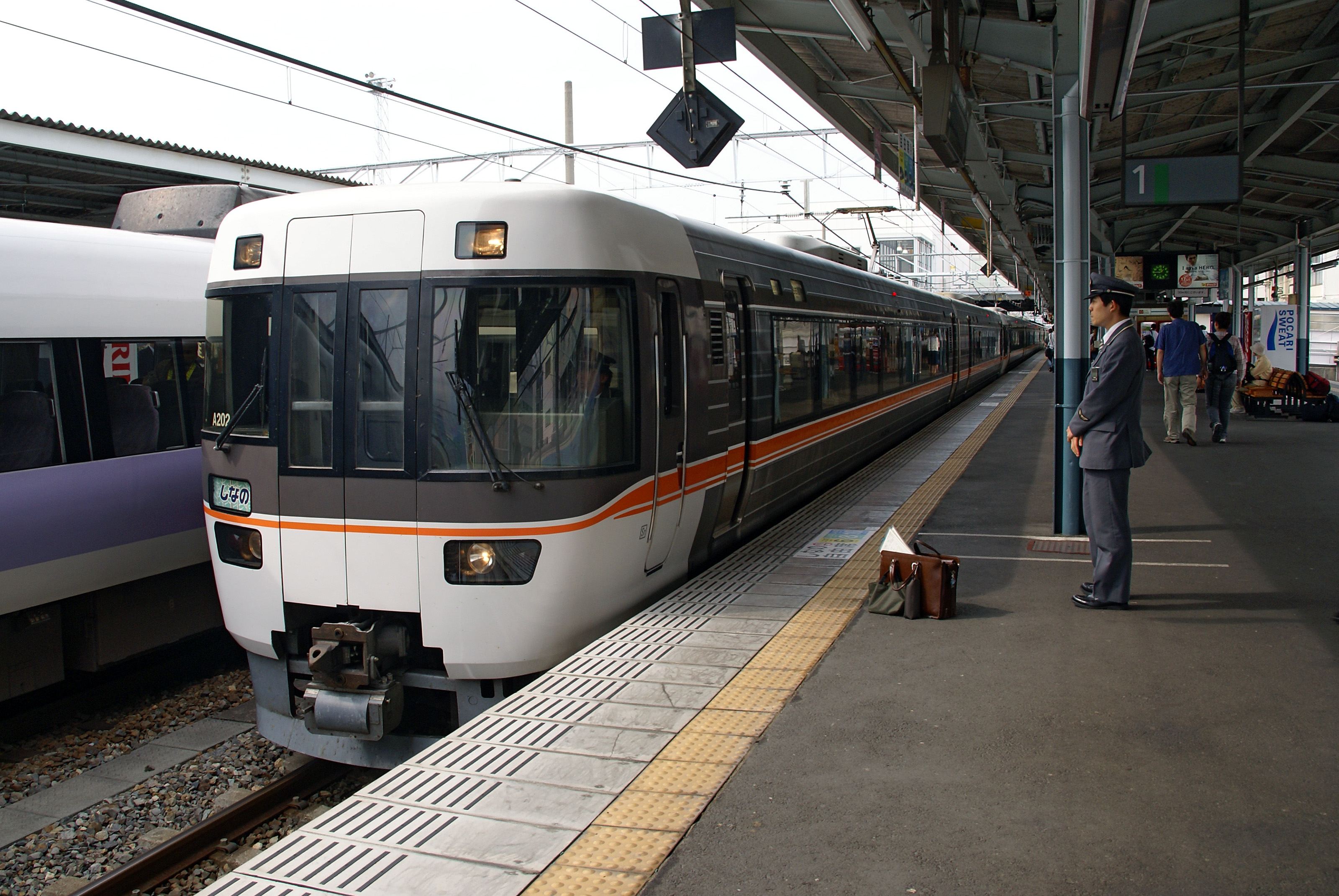
Espresso limitato "Shinano" al binario 1
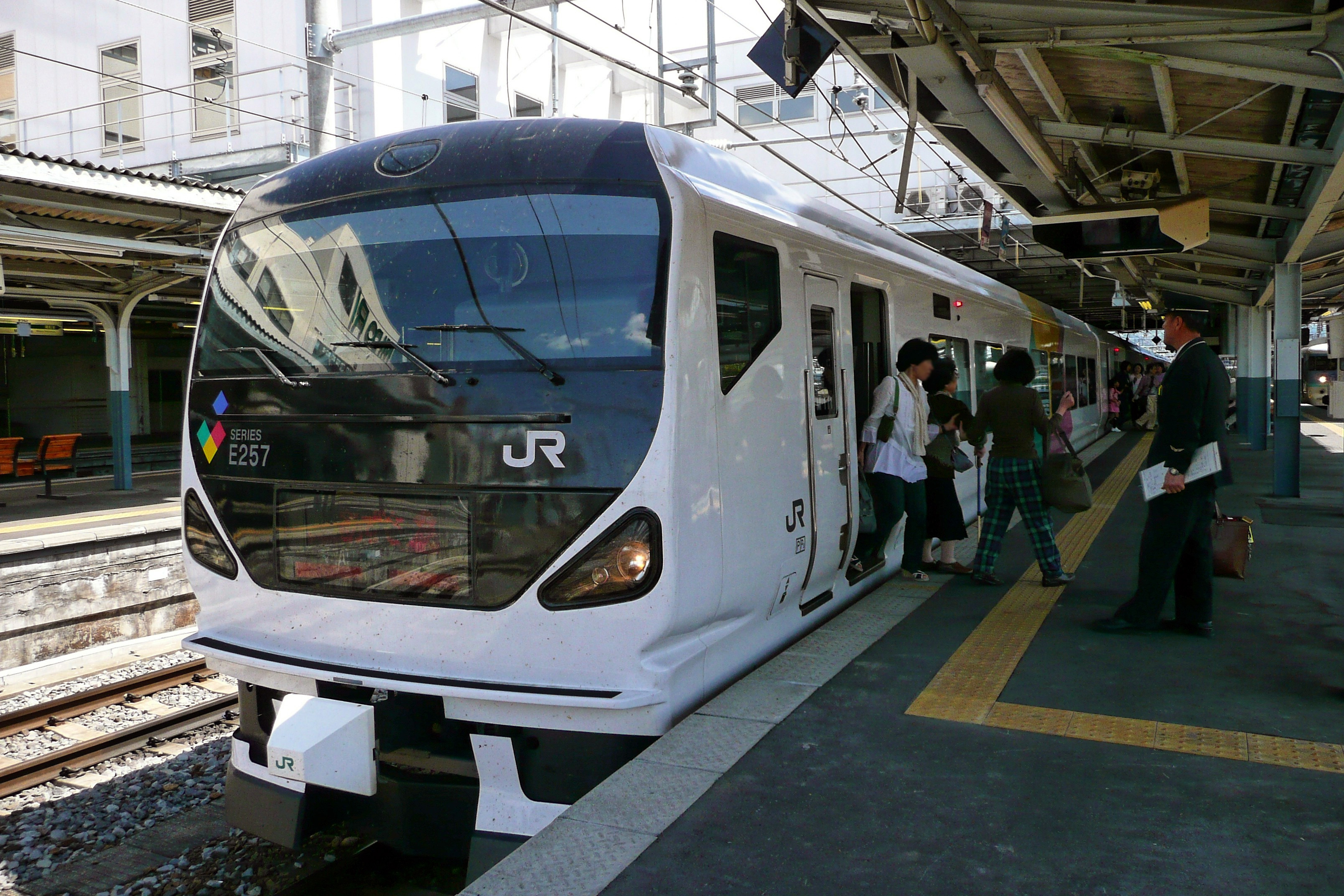
Espresso limitato "Azusa" al binario 4
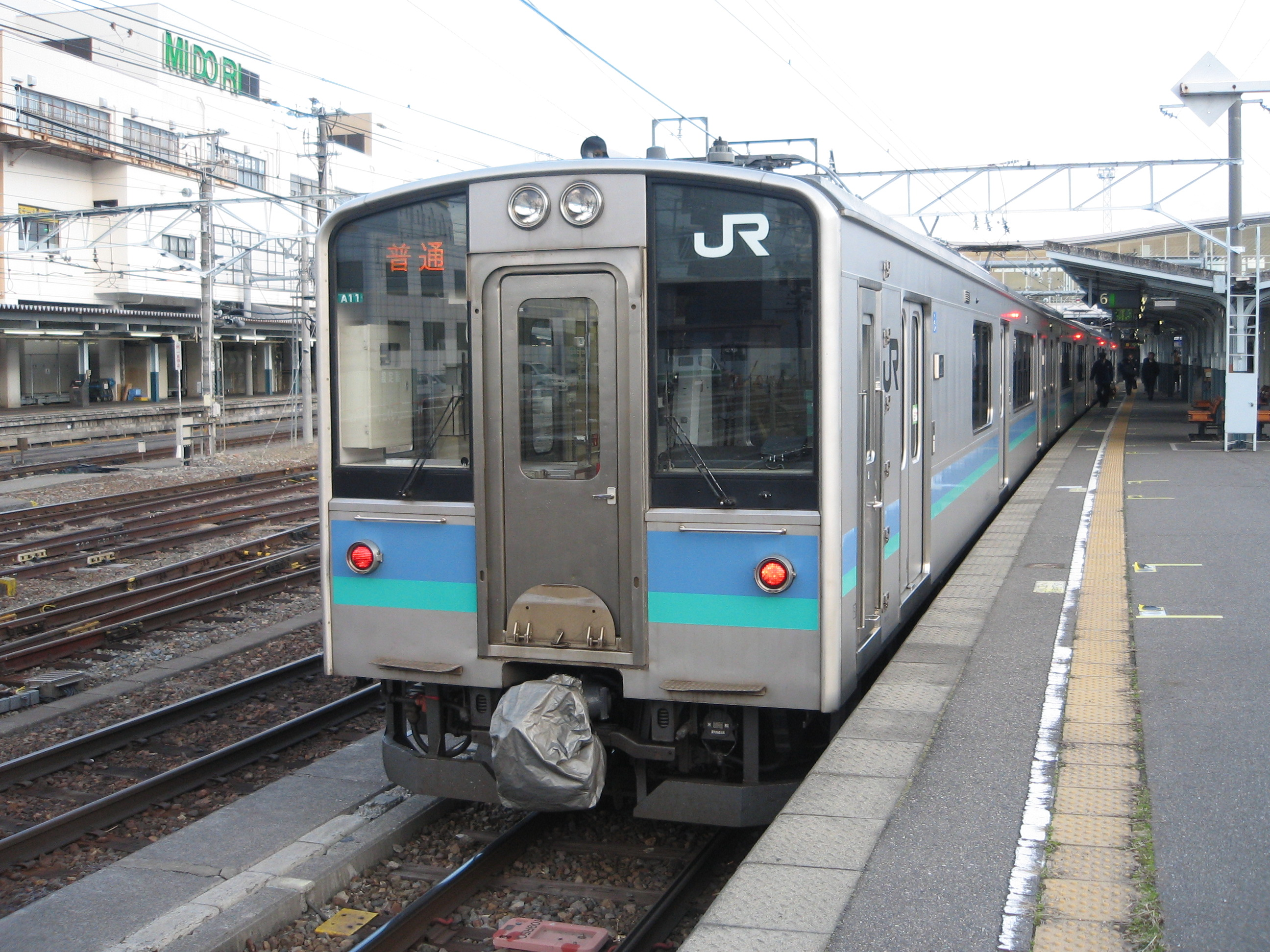
Treno locale al binario 6
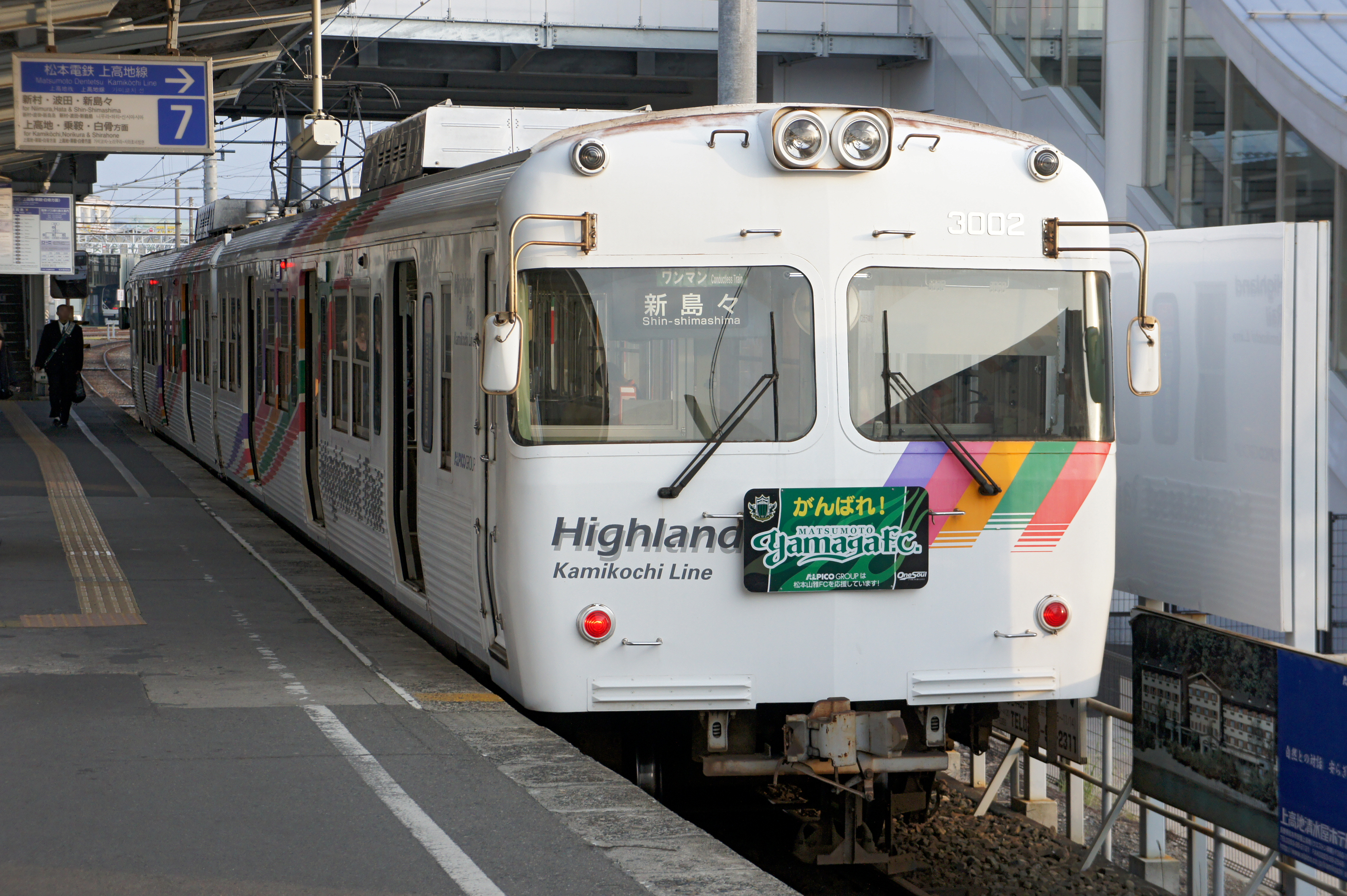
Treno della linea Kamikōchi al binario 7

## Stazioni adiacenti
| «                 | Servizio           | »                |
| Linea Shinonoi    | Linea Shinonoi     | Linea Shinonoi   |
| ----------------- | ------------------ | ---------------- |
| Minami-Matsumoto  | Locale             | Tazawa           |
| Murai             | Rapido Misuzu      | Tazawa           |
| Murai →           | Rapido Ohayō Liner | Tazawa           |
| Linea Ōito        |                    |                  |
| Capolinea         | Locale             | Kita-Matsumoto   |
| Minami-Matsumoto← | Rapido Misuzu      | ← Kita-Matsumoto |
| Linea Kamikōchi   |                    |                  |
| Capolinea         | Locale             | Nishi-Matsumoto  |